# Lingua Mortis
Lingua Mortis è un album orchestrale del gruppo musicale power metal tedesco Rage, pubblicato nel 1996 dalla GUN Records.
L'album è quasi interamente orchestrale e non contiene alcun pezzo inedito.

## Tracce
1. In a Nameless Time – 11:22
2. Alive But Dead – 5:57
3. Medley (Don't Fear the Winter/Black in Mind/Firestorm/Sent by the Devil/Lost in the Ice) – 15:35
4. All This Time (Edited Version) – 4:05
5. Alive but Dead (Instr. Orchestra Version) – 6:08 – (strumentale)

## Formazione
- Peter "Peavy" Wagner – voce, basso
- Spiros Efthimiadis – chitarra
- Sven Fischer – chitarra
- Chris Efthimiadis – batteria

### Ospiti
- Christian Wolff – pianoforte
- Orchestra Sinfonica di Praga